# Piotr Szczepankowski
Piotr Jerzy Szczepankowski (ur. 27 stycznia 1966) –  ekonomista, dr hab., wykładowca akademicki.

## Życiorys
W 1989 ukończył studia na Wydziale Zarządzania Uniwersytetu Warszawskiego, a w 1992 École nationale des ponts et chaussées w Paryżu. Jest również absolwentem kursu Program for Entrepreneurship Education in Central Europe w Babson College Central Connecticut State University.  W 1995 uzyskał stopień doktora nauk ekonomicznych w zakresie nauk o zarządzaniu na Wydziale Zarządzania Uniwersytetu Warszawskiego. 5 marca 2014 uzyskał stopień naukowy doktora habilitowanego w dyscyplinie finanse na Wydziale Nauk Ekonomicznych i Zarządzania Uniwersytetu Szczecińskiego. 
Podczas pracy w Wyższej Szkole Przedsiębiorczości i Zarządzania im. L. Koźmińskiego w Warszawie pełnił funkcje dziekana studiów zaocznych, a następnie dziekana studiów dziennych. Obecnie związany z Akademią Ekonomiczno-Humanistyczną (dawniej Wyższa Szkoła Finansów i Zarządzania w Warszawie) oraz z Wyższą Szkołą Zarządzania i Marketingu w Sochaczewie. Zatrudniony na stanowisku profesora. Od października 2019 Prorektor ds. kształcenie w AEH. Obszar swoich zainteresowań skupia na koncepcji zarządzania wartością przedsiębiorstwa oraz finansowych i poza finansowych determinant kreowania wartości dla właścicieli. Interesuje się również efektywnością działania rynku GPW w Warszawie oraz wynikami finansowymi spółek rynku NewConnect mierzonymi syntetycznym wskaźnikiem wzrostu i rozwoju, opracowanym we współpracy z prof. M. Sierpińską o akronimie NCGI. Do swoich zainteresowań zalicza także rynek fuzji i przejęć jako strategii rozwoju przedsiębiorstw, determinujących wzrost ich wartości, koncentrujących większość determinant wartości w jednej strategii inwestycyjnej.
Od lat łączy działalność naukową z praktyką. Był kierownikiem zespołu doradców firmy consultingowej „Uniconsult“ oraz wiceprezesem Centrum Consultingu i Badań Businessu „Ekspert“ w Warszawie. Jest ekspertem współpracującym z wieloma instytucjami, wydawcami i firmami szkoleniowymi.

## Wybrane publikacje
- Piotr Szczepankowski, Grzegorz Gołębiowski, Dorota Wiśniewska. Financialization and Income Inequality in Selected European Countries, 2004-2013. „e-Finanse”. 12 nr 4, 2016.brak numeru strony
- Piotr Szczepankowski: Determinanty wartości rynkowej spółek kapitałowych wczesnej fazy rozwoju. Warszawa: Vizja Press, 2013. ISBN 978-83-62855-14-8. Brak numerów stron w książce
- Szczepankowski P., "Zarządzanie wartością" [w:] Podstawy i metody zarządzania Wybrane zagadnienia. Warszawa, 2008.
- Szczepankowski P., "Badanie koniunktury spółek rynku NewConnect. Metodologia i próbna weryfikacja proponowanych modeli", [w:] Efektywność źródłem bogactwa narodów, Łódź, 2008.
- Szczepankowski P., "Wyznaczanie mnożników rynku kapitałowego na podstawie fundamentalnych wyników finansowych spółki na potrzeby wyceny jej wartości" [w:] Wartość przedsiębiorstwa. Z teorii i praktyki zarządzania, Warszawa, 2008.
- Szczepankowski P., Wycena i zarządzanie wartością przedsiębiorstwa, Warszawa, Wydawnictwo Naukowe PWN, 2007. ISBN 978-83-01-14961-1
- Szczepankowski, P., Gołębiowski G., Analiza wartości przedsiębiorstwa, Warszawa, Centrum Doradztwa i Informacji Difin, 2007. ISBN 978-83-7251-793-7
- Szczepankowski, P., Fuzje i przejęcia, Warszawa : Wydaw. Naukowe PWN, 2000. ISBN 83-01-13131-4
- Szczepankowski, P., Finanse przedsiębiorstwa. Teoria i praktyka (tom 1 i 2), Warszawa, Wydawnictwo WSPiZ, 1999. ISBN 83-86846-35-6

## Odznaczenia i nagrody
- Brązowy Krzyż Zasługi (2019)[12][13]
- Złoty Medal za Długoletnią Służbę (2023)[14]